# El Huecú
El Huecú é uma cidade da Argentina, localizada na província de Neuquén.